# Histoire de Vienne (Isère)
Ne pas confondre avec l'Histoire de Vienne (Autriche).

Armoiries actuelles de Vienne : Vienna Urbs Senatoria (apparue dès 1517 et officialisé en 1887)

Vienna Civitas Sancta (de 1696 jusqu'à 1887)

L'histoire de Vienne inventorie, étudie et interprète l'ensemble des événements du passé liés à cette ville.
Le site de Vienne est un site prédestiné. La rencontre d'un fleuve, d'un hémicycle de collines taillées dans les roches cristallines, des terrasses fluviatiles soustraites aux crues constitue en effet un site idéal formé à l'ère tertiaire, lorsque le Rhône a fixé définitivement son cours au pied du Massif central. Les collines, au nombre de six, sont fragmentées en trois alignements par les vallées profondes de deux affluents du Rhône, la Gère et le ruisseau Saint-Marcel ; ce sont, au nord : le mont Salomon et le mont Arnaud ; au centre Pipet et Sainte-Blandine ; au sud : le mont Saint-Just et le mont Saint-Gervais. Entre le fleuve et le pied des collines, subsistent sur la rive gauche deux petites plaines (Estressin et L'Isle), tandis que la vaste plaine de Saint-Romain-en-Gal - Sainte-Colombe s'étend dans la boucle du méandre de la rive droite.

## Préhistoire
Les premiers hommes apparaissent sur le site de Vienne dès le Néolithique moyen (4700-3400 av. J.-C.). Découvert en 1920, le premier habitat (foyers et matériel lithique, vers 4000 av. J.-C.) est sur le coteau Sainte-Hélène, une petite butte cristalline du quartier d'Estressin, proche du Rhône. D'autres vestiges sont attestés dans la plaine d'Estressin, sur les terrasses de Charavel, ainsi qu'à Saint-Romain-en-Gal (sépulture renfermant un crâne trépané, exposé aujourd'hui au musée des Beaux-Arts et d'Archéologie de Vienne). Le site de Vienne est dès lors continuellement occupé par l'homme. Les époques suivantes ont fourni des témoignages archéologiques particulièrement abondants, principalement l'âge du bronze (2000-800 av. J.-C.), non seulement à Vienne (trouvailles de haches, d'épées, de couteaux, de céramique), mais dans toute la région : à Grigny, Ternay, Reventin-Vaugris, Sérézin-du-Rhône, Saint-Pierre-de-Bœuf, et le célèbre char processionnel trouvé à La Côte-Saint-André et exposé aujourd'hui au musée gallo-romain de Fourvière.

## Antiquité

### Vienna, cité gauloise
Des Celtes arrivent sur ce territoire - dont l'une de ces tribus est celle les Allobroges (les gens venus d'ailleurs), autour du Ve siècle av. J.-C. Le territoire contrôlé par cette peuplade, qui fait de Vienne sa capitale, s'étend à terme de Genève au mont Pilat en passant par Cularo (future ville de Grenoble).
Des auteurs anciens, repris par des chroniqueurs médiévaux, estiment qu'à la suite d'une importante famine (suivant Étienne de Byzance dans ses Ethniques du VIe siècle), des Crétois émigrent en grand nombre de la cité crétoise de Viánnos qui signifie cheval en crétois et fondent la nouvelle ville de Viánnos qui devient ensuite la ville romaine de Vienna. Un auteur affirmant même que ces Crétois seraient venus en Gaule au retour d'Idoménée de la guerre de Troie, ce qui évoque d'autres légendes fondatrices (l'une évoquant une origine grecque pour Paris, qui aurait été fondée par le héros Pâris ; l'autre évoquant la création d'une ville Belgis, première capitale de la Gaule belgique, par Bavo, qui serait un grec de la famille de Priam exilé en Gaule à la suite de l'effondrement de Troie.
Sa situation excentrée dans ce territoire, qui pourrait apparaître comme un désavantage, est compensée par l'importance des voies de communication : point de rencontre des routes menant aux cols des Alpes et au cœur du Massif central, la capitale allobroge est également située sur l'axe rhodanien. L'emplacement occupé à l'époque romaine par le sanctuaire de Cybèle a livré des vestiges des premiers temps allobroges. Cet habitat gaulois comprend d'abord un double oppidum mis au jour dans les années 1950 au sommet des collines de Pipet et de Sainte-Blandine et qui confirme l'importance de ce site urbain. Les objets de la vie quotidienne (ustensiles de cuisine, outils, fibules, chenets) côtoient des objets de prestige importés d'Italie (vaisselle en bronze, objets liés au service du vin). Les Viennois se réfugient sur ces collines en cas de danger. Mais l'établissement gaulois s'étend aussi en contrebas de Pipet, sur un plan incliné constitué par l'ancien cône de déjection de la Gère et qui va jusqu'au Rhône. C'est l'habitat permanent révélé par les fouilles du sanctuaire de Cybèle.
Vienne est aussi un port et à ce titre elle commerce depuis plusieurs siècles avec Marseille et le monde grec, puis avec l'Italie. La vallée du Rhône donne une ouverture sur la Méditerranée, ce qui explique son importance dans l'histoire des communications. Il est à remarquer qu'à toutes les embouchures de cours d'eau, il y avait un port plus ou moins important à partir desquels partaient des voies de terre afin d'accéder aux régions plus lointaines. On peut dire que la première route, la plus ancienne a été le fleuve : "le chemin qui marche", et que cette voie durera aussi longtemps que l'homme.
Cet habitat gaulois est bien modeste. Au Ier siècle, Vienne n'est encore qu'un village, même si selon Strabon on « l'appelait déjà capitale de ce peuple (les Allobroges) ». Le centre allobroge est l'énigmatique Solonion (peut être mont Salomon) du récit de l'historien Dion Cassius. Mais déjà la puissance de Rome se manifeste en Gaule. À l'appel de Marseille, les Romains franchissent les Alpes en 125 av. J.-C. et détruisent Entremont, le chef-lieu du peuple des Salyens près d'Aix-en-Provence. Les chefs salyens se réfugient alors chez les Allobroges. Ceux-ci refusent de livrer leurs hôtes aux Romains. C'est la guerre. L’armée romaine remonte le Rhône. Sans attendre les Arvernes, auxquels ils étaient alliés, les Allobroges engagent le combat, près du confluent du Rhône et de la Sorgue. Ils sont écrasés, laissant sur le champ de bataille 20 000 des leurs et 3 000 prisonniers. Quelques mois plus tard, cette fois avec les Avernes, ils sont de nouveau battus par les troupes romaines au confluent du Rhône et de l'Isère, perdant ensemble plus de 100 000 hommes. Le territoire allobroge est annexé et entre dans la nouvelle Provincia (province, d'où viendra le nom de Provence) qui s'étend sur le Sud-Est de la Gaule.
En conséquence, la cité allobroge perd toute liberté et est soumise à l'impôt qu'elle doit à Rome en tant que vaincue. Cet impôt est très lourd, d'autant qu'il est affermé à des sociétés de publicains, celles-ci soutenues par les gouverneurs qui en profitent pour réaliser d'énormes fortunes sur le dos des provinciaux. Déjà éprouvés par les invasions des Cimbres et des Teutons, les Allobroges se rebellent en 107 av. J.-C. - 102 av. J.-C.. L'envoi de deux délégations à Rome n'aboutit à aucun résultat. Alors, en 62 av. J.-C., Catugnatos, « chef de toute la nation », entraîne les Allobroges dans la révolte. Pendant deux ans, il tient tête aux légions romaines. Mais le pouvoir de Rome est trop solide. En 61 av. J.-C., le proconsul Pomptinus s'empare de Solonion, ce qui met fin à la guerre. Dix ans plus tard, le nom de Vienna apparaît dans l'histoire sous la plume de Jules César.

### Vienna, cité romaine

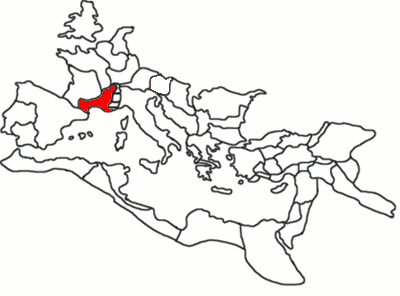
La province romaine de Narbonnaise créée en 118 av. J.-C., englobant Vienne et l'Allobrogie.

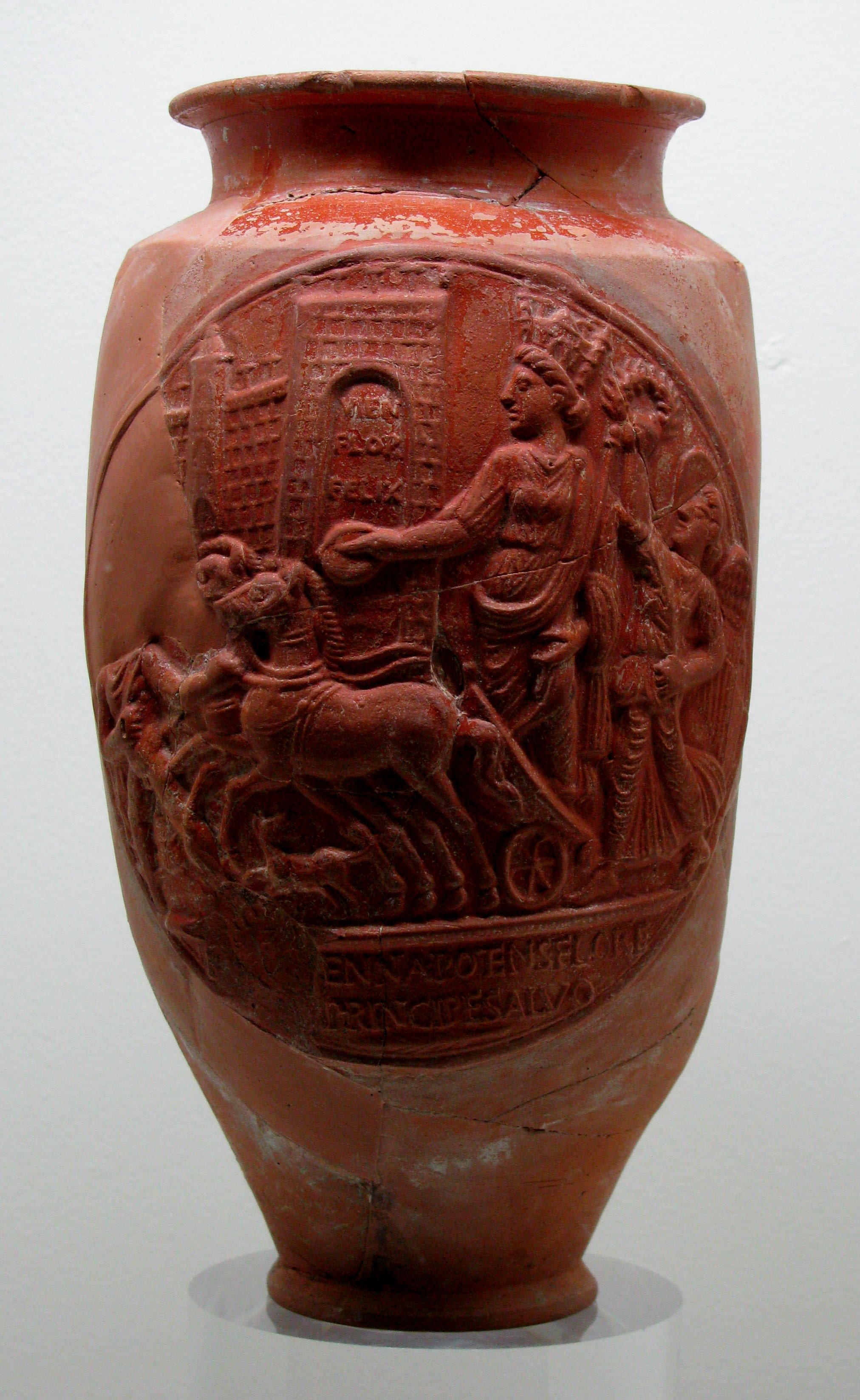
Le triomphe de Vienne personnifiée et couronnée, défilant devant les murailles de la ville. Vase à médaillon du IIe siècle découvert à Lyon.

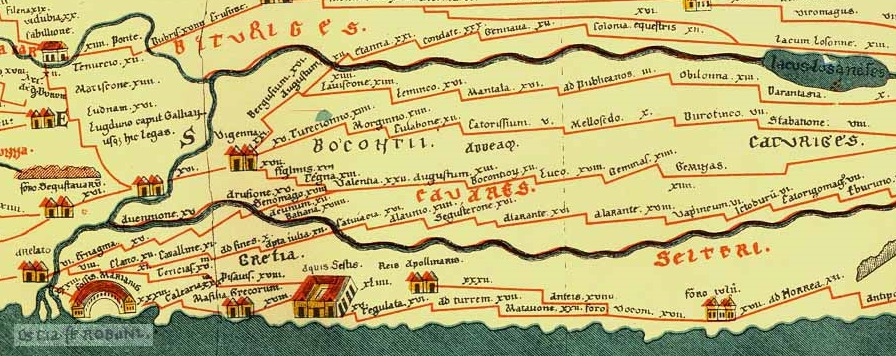
La région viennoise sur la table de Peutinger

Les Allobroges jouent un rôle déterminant dans l'histoire de Rome lors de La Conjuration de Catilina, un complot politique visant la prise du pouvoir à Rome en 63 av. J.-C. par le sénateur Lucius Sergius Catilina. Les Allobroges, venus à Rome pour se plaindre des conditions économiques de leur province et de la cupidité de leurs magistrats, rencontrent les conjurés qui, faisant feu de tout bois, tentent de se rallier tous les mécontents, même des Gaulois. Les Allobroges hésitent sur le parti à prendre, puis se rallient au pouvoir en place. Manipulés par Cicéron, ils obtiennent des conjurés de précieuses informations. Ils exigent même une lettre d'intention signée des conjurés, qui tombent sans se méfier dans le piège. Interceptés à leur départ de Rome, les Allobroges remettent cette lettre au Sénat. Le Sénat n'a plus alors qu'à cueillir les partisans du coup d'État. Les sénateurs, reconnaissants, votent des récompenses pour les fidèles Allobroges.
Pendant la guerre des Gaules, Vienne est fidèle à Jules César. D'ailleurs c'est à Vienne qu'il installe un corps de cavalerie de renfort. Ainsi, après la guerre, certains Allobroges sont récompensés. Vers 45 av. J.-C., Tiberius Néron, père du futur empereur Tibère, aurait installé à Vienne d'anciens soldats de troupes auxiliaires, mais pour peu de temps, puisqu'au lendemain de l'assassinat du dictateur en 44 av. J.-C., ils sont expulsés et vont s'établir au nord, au confluent du Rhône et de la Saône où, l'année suivante, Lucius Munatius Plancus fonde pour eux la colonie de Lugdunum. Il y eut peu de conséquences pour Vienne.
Les origines de la colonie romaine de Vienne sont connues seulement partiellement et ont fait l'objet d'hypothèses diverses. longtemps on estime que Vienne est promue dès 50 av. J.-C., colonie latine par Jules César sous le nom de Colonia Julia Viennensis. Selon cette hypothèse, en 44 av. J.-C. une révolte gauloise chasse de Vienne les Romains qui fondent une autre colonie à proximité, à Lugdunum. Octave aurait ensuite réinstallé une colonie à Vienne. On considère plutôt aujourd'hui que les Romains chassés de Vienne ne sont pas des colons mais des negotiatores (marchands) et qu'ils sont chassés en -62 lors de la révolte de Catugnatos. Ce n'est donc que sous Octave que la cité aurait reçu, comme Nîmes, le statut de colonie latine.
Vienne devient rapidement un centre important du commerce et des échanges avec la Méditerranée ; de vastes entrepôts découverts à Saint-Romain-en-Gal en témoignent.
En 48, l'empereur Claude évoque dans son discours au Sénat (discours reproduit par la table claudienne, exposée au musée gallo-romain de Fourvière) : « ornatissima ecce colonia valentissimaque Viennensium » (« la très puissante colonie des Viennois, richement ornée »).
La ville obtient le privilège impérial de s'entourer d'une muraille dès le Ier siècle apr. J.-C. Cette muraille fait 7,2 km de long, soit la plus longue des Gaules ; la superficie enclose, 250 ha environ, en fait également une des plus importantes villes des provinces gauloises. Entre 35 et 41 elle est promue au statut de colonie romaine, sans doute par Caligula. Elle est un centre important durant la période romaine, rivalisant avec sa voisine Lugdunum (Lyon). Sa parure monumentale édifiée sur des terrasses successives dominant le Rhône est alors impressionnante et de nombreux vestiges en témoignent : Temple d'Auguste et de Livie, arcades du forum, théâtre et odéon, hippodrome, murailles, thermes sont encore partiellement ou totalement en élévation. De nombreuses découvertes et fouilles archéologiques depuis le XVIe siècle offrent l'image d'une cité riche et puissante : mosaïques, fresques, marbres, mobilier… Le site archéologique de Saint-Romain-en-Gal, un des quartiers de la ville antique qui s'étend sur les deux rives du Rhône, témoigne de cette richesse.
Une colonie juive apparaît à Vienne, pour la première fois en Gaule. L'ethnarque de Judée Hérode Archélaos y est exilé en l'an 6 de notre ère.
Decimus Valerius Asiaticus, dit « Asiaticus le Viennois », de la gens Valerii, est sénateur romain, consul deux fois, dont en 46, et possède à Rome « les jardins de Lucullus », terrain où s'élève à l'heure actuelle la villa Médicis à Rome.
Au Bas-Empire, le rôle de Vienne s'affirme : capitale du diocèse de Viennoise, elle reçoit la visite de plusieurs empereurs. Le trésor d'argent enfoui au début du IVe siècle dans le quartier sud de la ville montre sa prospérité.
En 177, le diacre Sanctus de Vienne est martyrisé avec les martyrs de Lyon, première mention du christianisme viennois. Dotée d'un évêque au plus tard en 314, elle devient une métropole religieuse importante.

### Chute de l'Empire romain

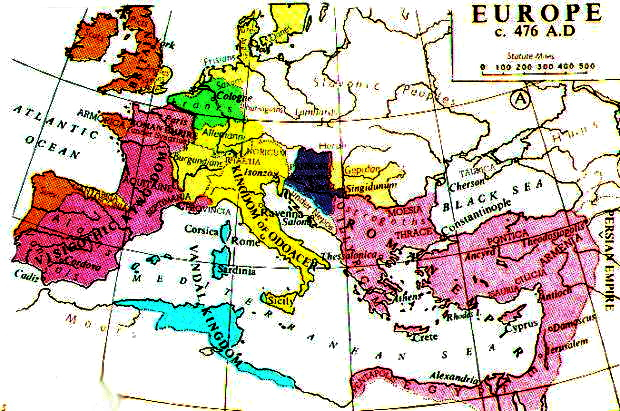
Carte de l'Europe en 476 avec Vienne englobée dans le Royaume burgonde.

Vienne demeure un foyer de la culture romaine et chrétienne au cours des Ve siècle et VIe siècle : les sermons de saint Mamert ou les reproches de Grégoire le Grand à saint Didier qui enseignait les auteurs classiques en témoignent. C'est d'ailleurs vers 474, à la suite d'une série de calamités naturelles, que saint Mamert institua les Rogations afin de redonner courage au peuple de la province. Vienne est alors également le siège de la province ecclésiastique de Vienne.
Clotilde, deuxième épouse de Clovis en 492-494, est originaire de Vienne et son influence sur son mari marquera l'histoire de France, l'amenant à la conversion au christianisme.
L'ancienne église Saint-Pierre, construite au Ve siècle, est l'un des monuments majeurs de cette période au nord des Alpes et une des plus anciennes églises de France.

## Moyen Âge
Vienne, durant le Moyen Âge, devient une cité de très grande importance, près des centres de pouvoir, des grands courants d'échanges et est impliquée par les grands conflits qui secouent les grandes puissances. Au Haut Moyen Âge, les Radhanites animent le commerce international et font de Vienne un de leurs importants centres de commerce.

### La domination burgonde

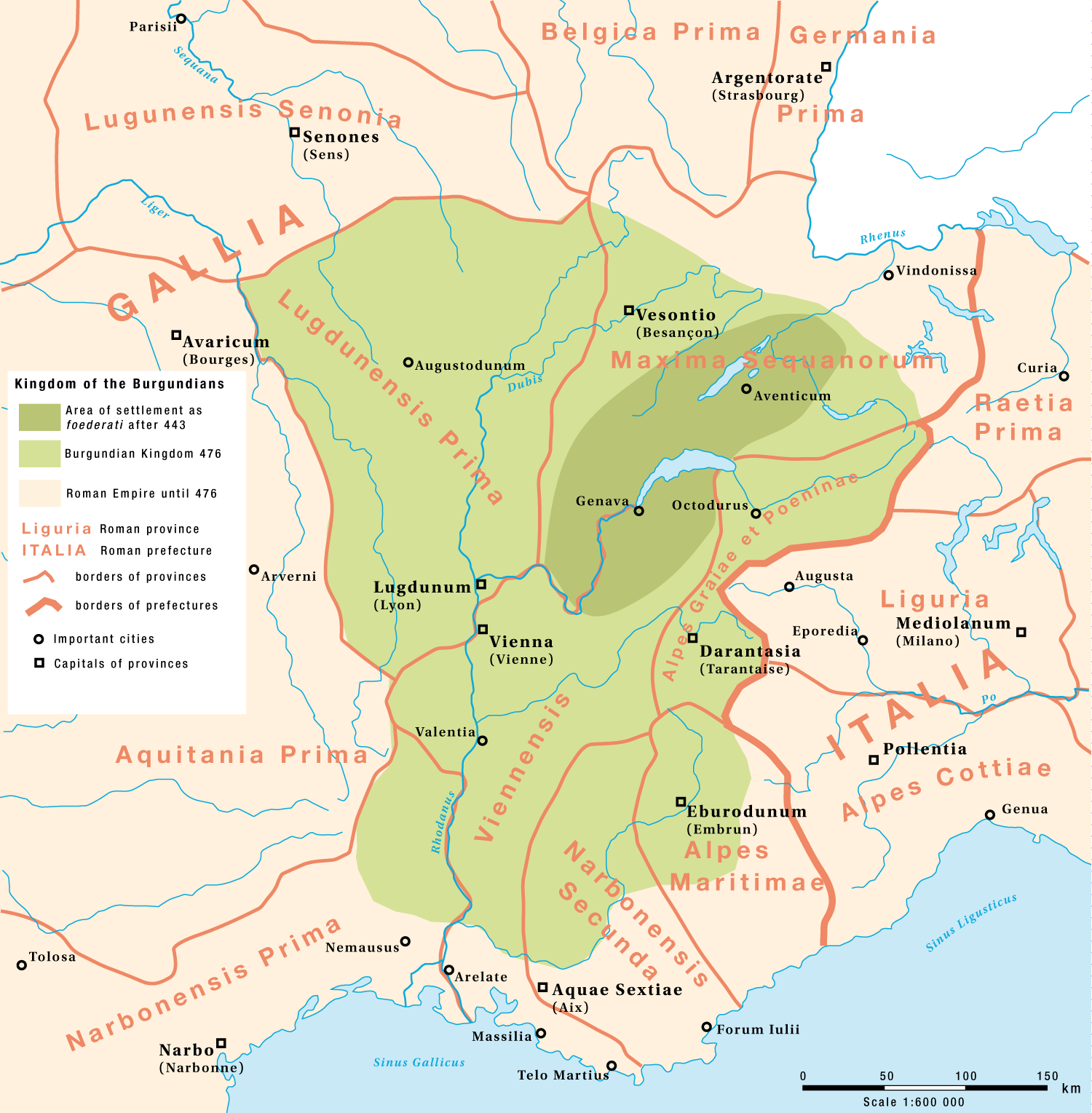
Carte du royaume burgonde.

Les burgondes terminent la conquête de la région viennoise vers 475. Désormais leur domination s'étend sur un vaste pays dont les deux axes majeurs sont les vallées de la Saône et du Rhône, de Langres à Avignon et de Nevers à la Suisse. En fait, la Burgondie est formée de deux territoires contigus : le royaume concédé à l'est où les guerriers germains ont le droit de se fixer et dont la capitale était Genève ; le territoire magistral à l'ouest et au sud dont les villes principales sont Lyon et Vienne.
À défaut d'être capitale sous les Burgondes, Vienne est au moins l'une des résidences préférées de leurs rois. La ville n'a pas à souffrir de leur présence, attestée par l'onomastique qui, à la fin du Ve siècle et au début du VIe siècle, recèle des noms d'origine germanique comme ceux du dignitaire Idegernus ou de la vierge consacrée Ananthailda.
La personnalité dominante de cette époque est l'évêque saint Avit. Issu d'une famille de l'aristocratie gallo-romaine, comme souvent à cette époque, saint Avit exerce son ministère à Vienne pendant une trentaine d'années, à partir de 490, date à laquelle il succède à son père Isichius. Il se révèle bientôt comme une des grandes figures de son temps. Son action se déroule dans trois domaines :
- dans le domaine religieux, son œuvre est immense : en digne successeur de Saint-Mamert, il reprend à son compte les querelles de préséance avec l'évêque d'Arles. Le pape Symmaque doit intervenir en 513 et fixer les limites des deux provinces. Avit récupère les diocèses de Die et de Viviers. En 517, avec l'évêque de Lyon, il préside le concile d'Épaone (sans doute à Albon, dans la Drôme) qui réunit les évêques burgondes et qui tranche de questions de discipline ecclésiastique, en particulier de la conversion des Ariens. Il consacre un grand nombre d'églises, parmi lesquelles la cathédrale Saint-Pierre de Genève ; restaure le baptistère de la cathédrale de Vienne ; remet de l'ordre dans les monastères griniens[Quoi ?] de la rive droite, ainsi qu'il l'écrit à l'évêque Maxime de Genève.
- dans le domaine politique, il entretient d'excellentes relations avec le roi Gondebaud malgré la différence de religion entre les deux hommes, Gondebaud étant de confession arienne, contrairement à la majorité des Burgondes. Il réussit d'ailleurs à obtenir la conversion à la foi catholique du fils du roi, le futur saint Sigismond.
- dans le domaine littéraire, enfin, saint Avit apparaît comme un grand écrivain, un des derniers à savoir manier la langue latine avec un certain talent, à l'égal de son contemporain et parent l'évêque de Clermont-Ferrand Sidoine Apollinaire : poèmes, homélies et une abondante correspondance sont là pour en témoigner[16]. Saint Avit est-il à l'origine du conflit qui éclate au début du VIe siècle entre Gondebaud et le roi franc Clovis ? La lecture d'une lettre qu'il écrit à celui-ci pour le féliciter de sa conversion au christianisme, et dans laquelle il déplore que certains se refusent à croire à la vraie foi en alléguant les rites de leurs peuples, pourrait le laisser penser.

En tout cas, après avoir obtenu en 500 l'alliance du roi de Genève Godegisile, Clovis vient attaquer le frère de celui-ci, le roi de Lyon Gondebaud. D'abord défait, Gondebaud s'installe à Vienne. Mais bientôt il se réconcilie avec Clovis et cherche à récupérer son royaume. C'est alors que Godegisel refuse de lui rendre Vienne et s'enferme dans cette ville. Gondebaud vient mettre le siège devant la ville et parvient à s'en emparer grâce à un stratagème que nous a rapporté Grégoire de Tours :

« Quand les aliments commencèrent à faire défaut au menu peuple, Godegisel craignit que la famine ne s'étendît jusqu'à lui et fit expulser le menu peuple de la ville. Ce qui fut fait ; on expulsa, entre autres, l'artisan à qui incombait le soin de l'aqueduc. Cet homme, indigné d'avoir été chassé de la ville avec les autres, va chez Gondebaud furibond en lui indiquant comment il pourrait, en faisant irruption dans la cité, exercer sa vengeance contre son frère. Avec lui-même comme guide, l'armée est dirigée à travers l'aqueduc. Beaucoup d'hommes les précèdent avec des leviers de fer, car il y avait un soupirail bouché par une grande pierre. Lorsqu'elle eut été repoussée avec ces leviers d'après les instructions de l'artisan, les troupes entrent dans la cité et tandis que les uns lancent encore des flèches du haut du mur, les autres surprennent les assiégés par derrière. Le son de la trompette ayant retenti du milieu de la cité, les assiégeants occupent les portes et lorsqu'elles ont été ouvertes, ils entrent ensemble. »

— Grégoire de Tours, Histoire des Francs, II, 33.
Les historiens viennois ont cherché à identifier cet aqueduc. Parmi ceux que l'on connaît, il en est un que ses grandes dimensions (2,10 mètres de hauteur, 1,88 mètre de largeur) rendent apte à avoir servi à cette ruse. La victoire de Gondebaud assura quelques décennies de survie à son royaume. Sa mort, en 516, suivie peu après de celle de saint Avit et marque la fin de l'État burgonde.

### Mérovingiens puis invasion sarrasine

L'expansion de l’Empire franc ; l'intégration du royaume burgonde en 533.

En 533, après la défaite du dernier roi burgonde Godomar III, Vienne et sa région passèrent sous la coup de Thibert, petit-fils de Clovis. Cette domination des princes mérovingiens qui dure jusqu'au VIIIe siècle n'alla pas sans difficultés. Ainsi en 607 l'évêque Didier, qui entre autres, s'ingénia à redonner vie aux écoles viennoises pour l'instruction de ses clercs, fut assassiné sur ordre de la terrible Brunehaut dont il avait critiqué la cruauté. Un mouvement de révolte se déclencha alors contre la reine et la couronne royale fut offerte au Neustrien Clotaire II. Jusqu'à la fin du siècle, le territoire viennois fut ainsi disputé entre les deux branches mérovingiennes principales qui le dominèrent tour à tour : Austrasiens et Neustriens.
Vers 730, Vienne est touchée par l'invasion des Sarrasins qui, après avoir franchi les Pyrénées dix ans plus tôt et dévasté le midi, remontent la vallée du Rhône. Lyon, Autun sont mises à sac. À Vienne, l'enceinte du Bas-Empire, toujours en état et dont la défense a été renforcée par la construction de cinq forts sur les collines entourant la ville, a dû résister ; mais les faubourgs ne sont pas épargnés et en particulier les monastères et les églises : Saint-Pierre, Saint-Ferréol, les monastères griniens[Quoi ?] sont détruits. L'évêque Vilicaire transporte alors les reliques de saint Ferréol de Saint-Romain-en-Gal jusqu'à Vienne, où une nouvelle église intra-muros lui est consacrée.

### Charles Martel et les Carolingiens

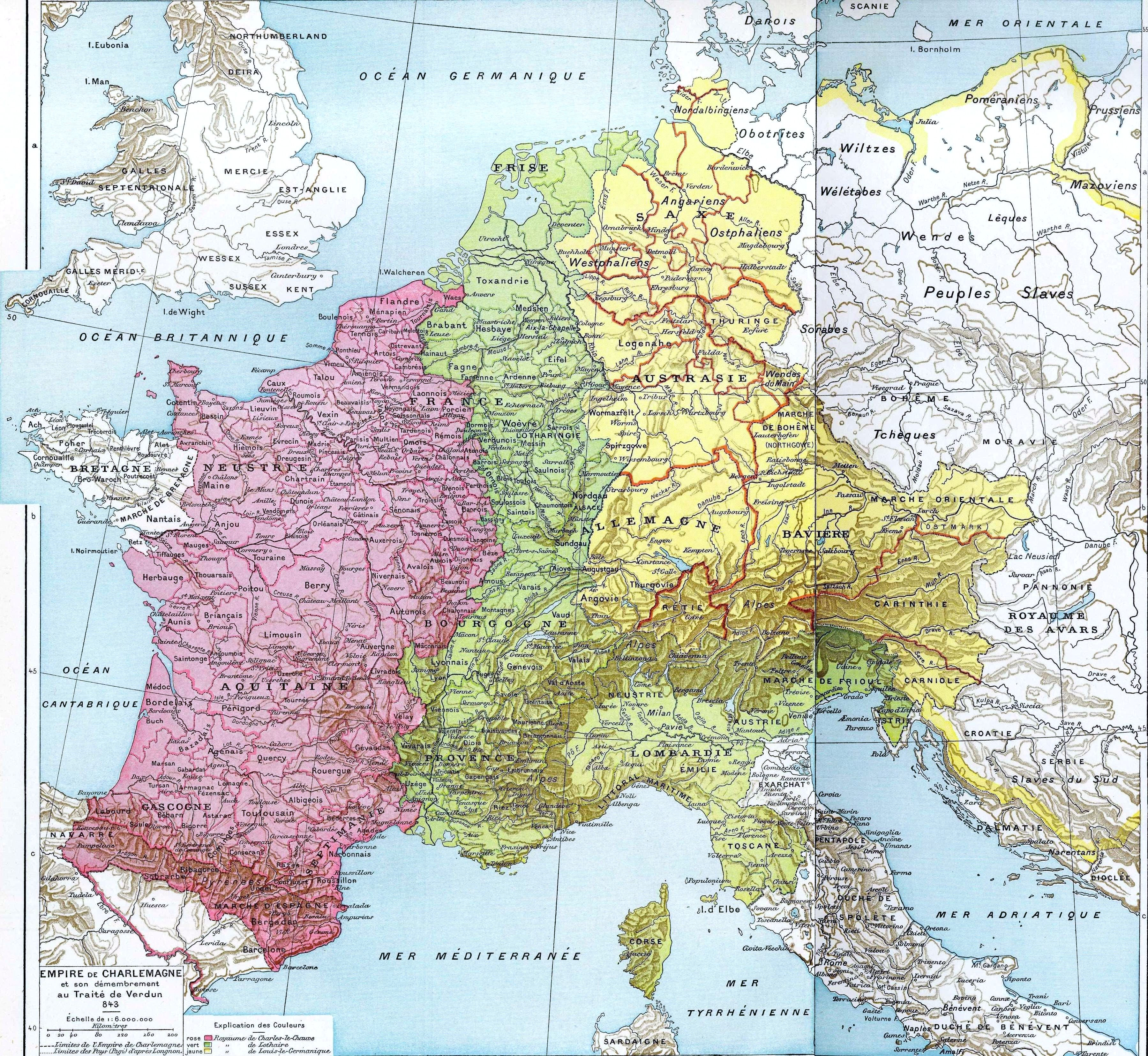
Le partage de l'Empire carolingien
au traité de Verdun en 843.

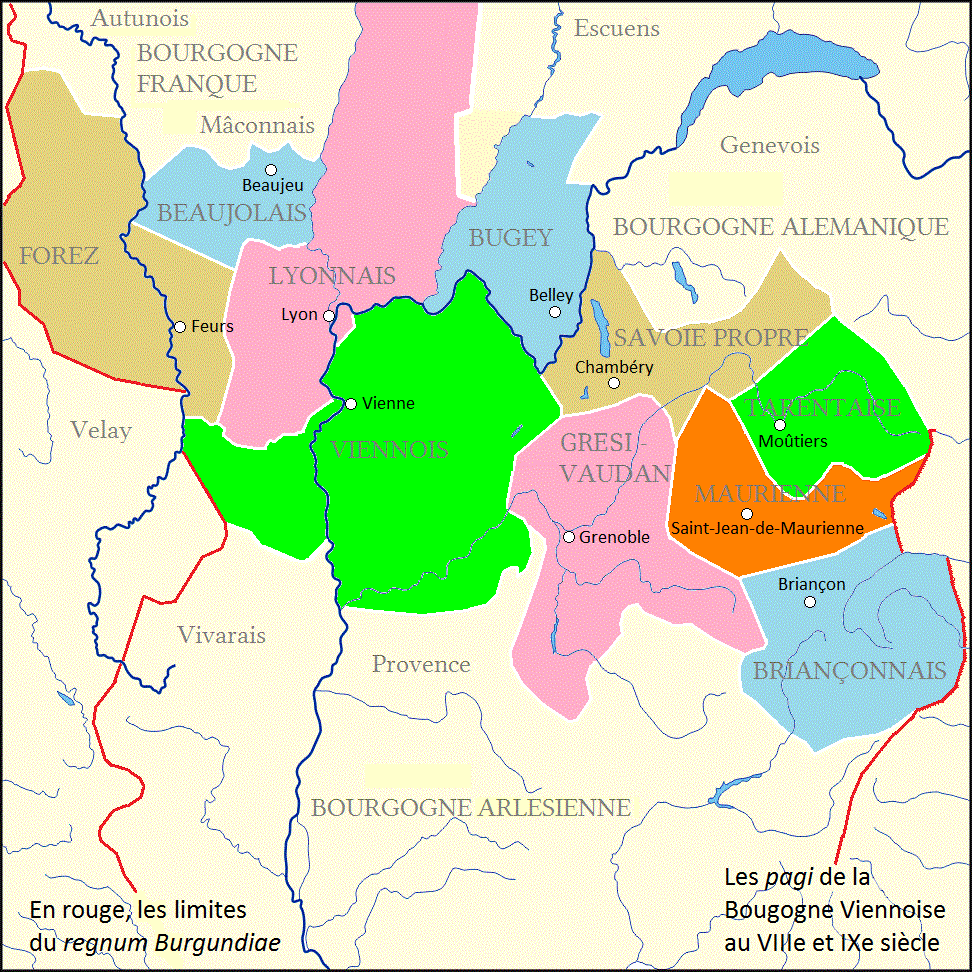
Les pagi carolingiens en « Bourgogne cisjurane » ou « Bourgogne viennoise » (s). En vert, autour de Vienne se trouve le pagus Viennensis, dit le Viennois.

À partir de 733, Charles Martel en personne vient chasser les Sarrasins et reprendre en main le pays, de façon énergique semble-t-il, peut-être en raison d'une certaine complicité qui s'est établie entre les grands de Bourgogne et les Sarrasins. Sous l'autorité du gouverneur Theudoin, installé à Vienne en 743 pour administrer la « Bourgogne de Vienne » (future Bourgogne Cisjurane), les spoliations de terres ecclésiastiques sont érigées en système de gouvernement et appauvrissent sans doute plus les églises et les établissements monastiques, à Vienne comme à Lyon, que les déprédations arabes. Les confiscations continuent avec Pépin le Bref. Mais parallèlement, celui-ci, puis Charlemagne, ont le souci d'installer une Église séculière à la fois solide et docile au pouvoir. C'est ainsi qu'à la suite d'une visite des missi dominici, la juridiction de l'évêque de Vienne sur son diocèse (amputée toutefois du diocèse de Tarentaise) est officialisée. En outre, promesse est faite à l'Église de Vienne de toucher une part des joyaux de l'empereur à la mort de celui-ci. Enfin quelques monastères, parmi les plus grands, sont associés à l'œuvre de réforme. En 843, au traité de Verdun, les terres viennoises font partie du royaume de Francie médiane, puis en 855 (traité de Prüm) du premier royaume de Provence, dont le régent est alors un personnage légendaire, le comte Girard, immortalisé par une chanson de geste sous le nom de Girard de Vienne (ou de Roussillon). De Vienne, sa résidence, Girard défend les intérêts de son roi, Charles, fils de Lothaire, contre les tentatives de l'oncle de celui-ci, Charles le Chauve. Mais en 870, Charles le Chauve s'empare de Vienne après un siège et nomme le comte Boson gouverneur de Vienne. Dans la seconde moitié du IXe siècle se détache la figure de l'évêque Adon (859-875) qui, tant auprès de Lothaire qu'auprès de Charles le Chauve, joue un rôle politique important, obtenant par exemple la restitution des biens confisqués à son Église. Il réussit même, avec l'accord de la papauté, à exercer une certaine primauté sur les autres évêques de Gaule. C'est aussi un homme de lettres, dont il nous est resté deux œuvres majeures : un Martyrologe et une Chronique universelle racontant l'histoire du monde des origines au IXe siècle et qui, entre autres, contient le catalogue de tous les évêques viennois.

### Le royaume de Provence
Boson, le nouveau gouverneur de Vienne, est rempli d'ambition. Beau-frère de Charles le Chauve qu'il trahit, bientôt régent du royaume d'Italie, protégé du pape Jean VIII, il ne lui manque que le titre royal. Il s'emploie donc à l'obtenir. Le 15 octobre 879, le concile réuni à Mantaille dans le Viennois, auquel participent sous la présidence de l'archevêque de Vienne les évêques et archevêques du sud-est (de la France actuelle) et enfin un certain nombre de grands féodaux, élit Boson roi de Provence. Le territoire du nouveau royaume s'étend de la Provence à la Basse-Bourgogne et de Lausanne jusqu'au Lyonnais.
La riposte carolingienne est immédiate. À l'usurpation, les princes de Francie et de Germanie répondent par l'attaque. Vienne est assiégée et prise en 882. Boson se retire dans les montagnes et la ville est mise à sac. L'occupation ne dure que deux ans. En 884, Boson reprend sa capitale, Vienne, et a la sage idée à la fois de faire hommage à l'empereur Charles le Gros, ce qui assure à son royaume une place officielle au sein de l'Empire, et de s'attirer par des faveurs le soutien de l'Église : l'abbaye Saint-André-le-Bas est ainsi restituée à l'archevêque de Vienne.
Il meurt à Vienne le 11 janvier 887 et est inhumé dans la cathédrale Saint-Maurice. À sa mort, son fils Louis est reconnu roi sans difficulté et sacré à Valence en 890. Malheureusement pour lui, il s'enlise dans les affaires italiennes, arrivant à se faire couronner roi d'Italie et même empereur. Son principal rival Bérenger, l'ayant capturé, lui fait arracher les yeux et le renvoie en Viennois. Revenu à Vienne, Louis l'Aveugle passe le reste de ses jours à distribuer libéralités et privilèges à l'Église de son royaume : l'archevêque de Vienne prend ainsi le contrôle de l'atelier monétaire et émet des deniers d'argent. À la fin de son règne, la vallée du Rhône est ravagée par les Hongrois.
Pendant les quinze années qui suivent la mort de Louis l'Aveugle, de 928 à 943, le trône de Provence est l'objet de rivalités entre plusieurs compétiteurs. Finalement Charles-Constantn, fils de Louis l'Aveugle, est reconnu par le roi de Bourgogne Conrad. Le royaume de Provence est ainsi rattaché à celui de Bourgogne.

### le royaume de Bourgogne

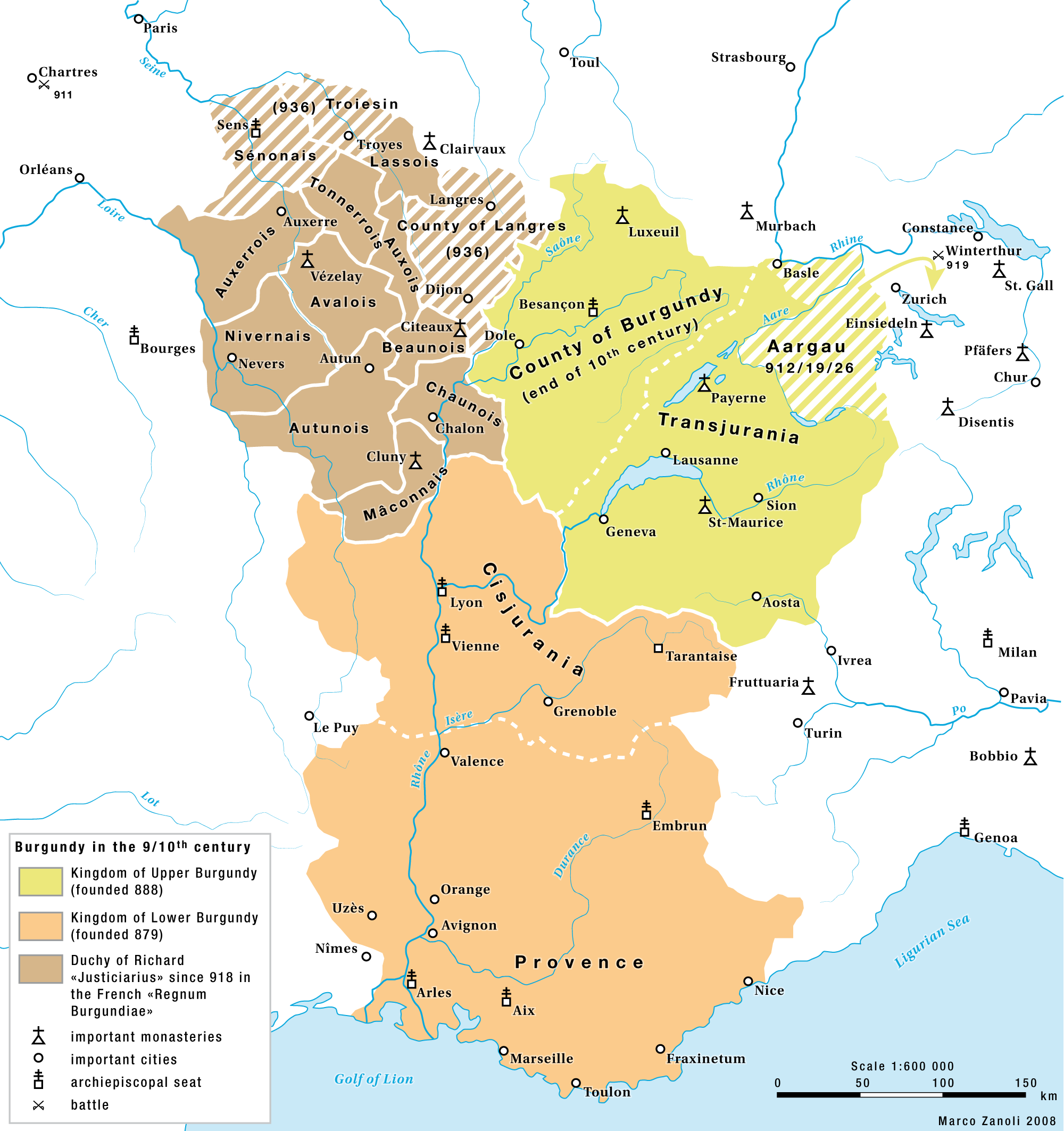
Le royaume de Bourgogne au s.

Les deux derniers rois de Bourgogne, Conrad et son fils Rodolphe III de Bourgogne ne firent que de brefs séjours à Vienne, même si Conrad se fit enterrer en 993 à Saint-André-le-Bas. Rois sans pouvoir — celui-ci appartient de plus en plus au Saint-Empire romain germanique — ils poursuivent la politique de leurs prédécesseurs en faveur de l'Église. En 1016, sans héritier légitime, Rodolphe « engage » son royaume à l'empereur. Puis il remet le comté de Vienne, avec les droits qui s'y rattachent, à sa femme, la reine Hermengarde, laquelle en investit l'archevêque de Vienne Burchard, en 1023. Les pouvoirs de l'archevêque de Vienne, désormais suzerain de la ville, s'en trouvent renforcés. Cependant, vers 1030, Burchard le subdivisa en deux nouveaux fiefs, relevant de l'archevêché : le comté d'Albon fut donné à Guigues Ier d'Albon, dont les successeurs seront les futurs dirigeants du Dauphiné de Viennois, et le comté de Maurienne (future Savoie) à Humbert aux Blanches Mains. Seule la cité de Vienne ne fut pas inféodée par Burchard, ses successeurs resteront suzerain de la ville.

### Ville de l'archevêque

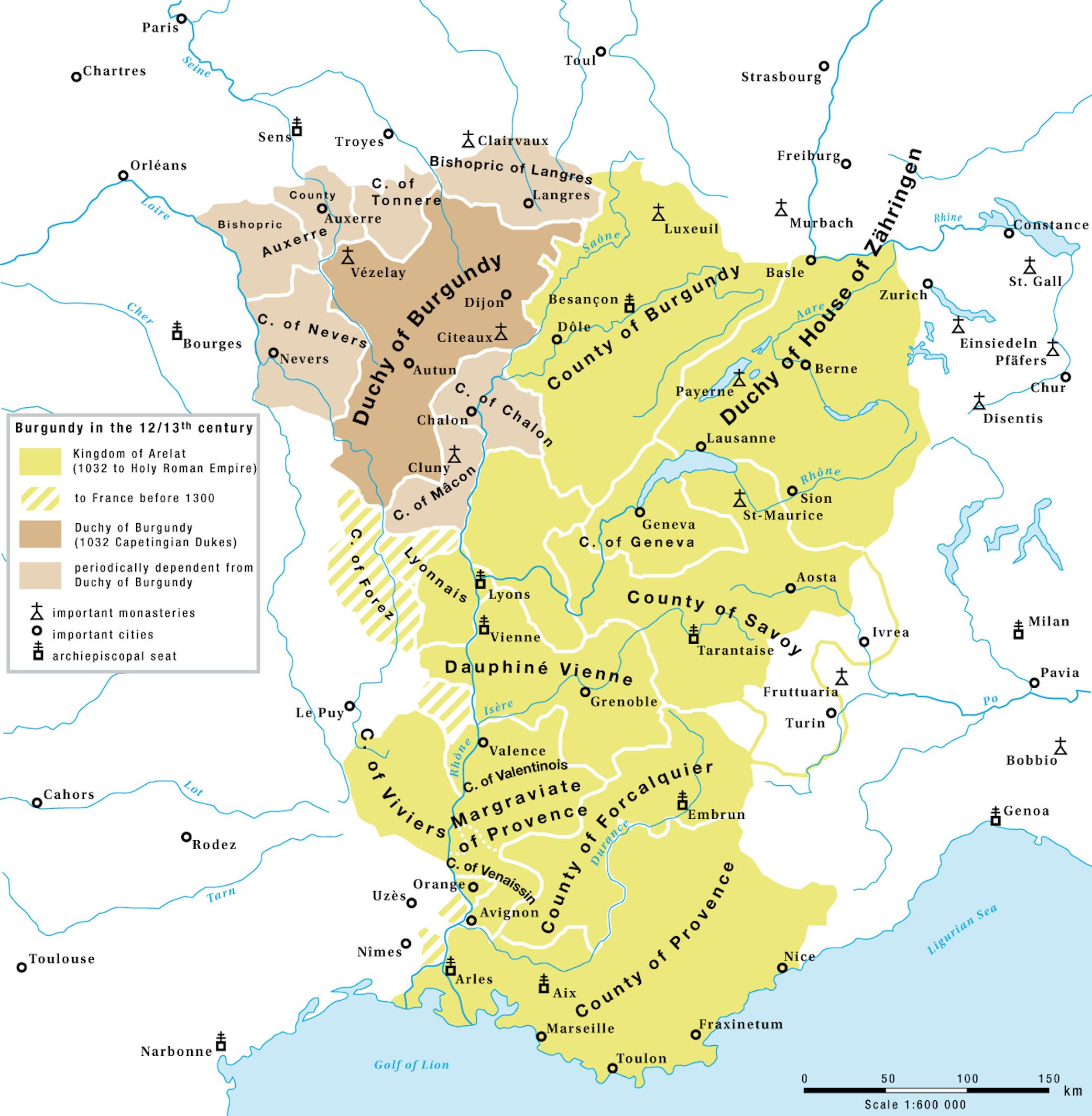
Le royaume de Bourgogne dans le Saint-Empire aux s.

En 1032, l'empereur d'Allemagne hérite du royaume de Bourgogne. Désormais, et pendant quatre siècles, Vienne est une ville d'Empire. Le principal pouvoir est représenté par l'archevêque. D'autant plus que l'intégration du royaume au Saint-Empire renforce l'autonomie de l'archevêque-comte. Par un diplôme de 1157, outre le titre d'Archichancelier de Bourgogne, l'empereur Frédéric Barberousse lui a concédé les droits régaliens et la justice dans Vienne. L'archevêque a pour vassaux les comtes de Savoie et d'Albon et les principales familles du Dauphiné de Viennois. Il exerce aussi des droits régaliens à Gap et Embrum et, en 1251, un diplôme impérial lui confie le titre de Grand Chambellan de l'Empire d'Allemagne. Bientôt, cependant, l'archevêque n'est plus seul à Vienne; Dès le XIIe siècle, les comtes d'Albon dont l'un, Guigues III d'Albon, en 1333, prend le surnom de « Dauphin » — l'empereur lui confirme tous ses droits en 1155 — partageant avec l'archevêque l'autorité centrale de la ville.

### Deux grands archevêques
Les XIIe et XIIIe siècles voient deux grandes figures occuper le siège archiépiscopal de Vienne. C'est d'abord Guy de Bourgogne qui est nommé pape en 1119 sous le nom de Calixte II et couronné dans la cathédrale Saint-Maurice. Grâce à lui, dès le début de son pontificat, la vieille querelle de préséance entre les évêques de Vienne et ceux d'Arles est réglée au bénéfice des premiers.
Au début du siècle suivant, apparaît Jean de Bernin qui règne près de cinquante ans (1218-1266). C'est le type même du grand féodal, autant guerrier que prêtre. La ville est marquée par son action car, après avoir spolié de leurs richesses des marchands juifs, l'archevêque les chasse de Vienne et donne des libertés aux bourgeois de la ville. Avec l'argent confisqué, il fonde un hôpital, commande la reconstruction du chœur de la cathédrale Saint-Maurice (dont la consécration est célébrée en 1251 par le pape Innocent IV), fait reconstruire le château de la Bâtie dont il fait une de ses résidences et fait restaurer le pont du Rhône.
Vers 1225, l'archevêque Jean de Bernin, concède aux Viennois un charte de libertés municipales, de son propre chef semble-t-il, et non sous la pression des bourgeois même s'il paraît établi que dès le début du siècle, la cité s'est intitulée « ville libre ». En fait, très habilement, il ne cède qu'une faible partie de son pouvoir : les habitants obtiennent l'affranchissement de leurs biens et de leur personne, des garanties économiques et un certain rôle dans l'administration de la ville par l'intermédiaire de représentants élus, les consuls, dont les attributions sont essentiellement fiscales. Mais les consuls doivent prêter serment entre les mains de l'archevêque. Par ailleurs, celui-ci doit aussi composer avec le chapitre de la cathédrale formé de chanoines.

### Le concile de Vienne
Le fait majeur marquant Vienne ville d'Empire est le concile de Vienne qui siégea entre le 1er octobre 1311 et le 11 mai 1312. Environ cent dix prélats (sur les trois cents conviés) venus de toute la chrétienté, le pape Clément V, le roi de France Philippe le Bel ainsi que ses fils, Louis d'Évreux frère du roi, Enguerrand de Marigny, Guillaume de Nogaret et Plaisians ainsi qu'une multitude de barons et de chevaliers venus de France, seront présents pour le prélude de l'histoire des Rois Maudits qui fera suite à l'abrogation de l'ordre des Templiers, comme demandé dans la bulle pontificale Vox in excelso, le 22 mars 1312.
Par la bulle Ad providam Christi Vicarii du 6 mai 1312, Clément V attribua les biens du Temple aux Hospitaliers. Le 6 mai 1312 le pape promulgua une autre bulle, Considerantes dudum, fixant le sort des Templiers, en les divisant en deux catégories : ceux qui avaient avoué et les autres.

### L'annexion de Sainte-Colombe
Lors du concile, Philippe le Bel, avec sa cour, avait logé quelque temps au couvent des Cordeliers, à Sainte-Colombe. À cette époque, ce faubourg situé de l'autre côté du Rhône faisait partie intégrante de Vienne à laquelle, depuis l'Antiquité, il était relié par un pont de pierre. L'importance de Vienne n'avait pas dû échapper alors au roi de France. Mais, pour beaucoup de raisons, il était difficile de s'en emparer. En revanche, le faubourg de Sainte-Colombe était tentant. Aussi, en 1335, par lettre patentes, sous le prétexte d'assurer la sécurité des voyageurs qui passaient en ce lieu, Philippe VI de Valois déclare incorporer Sainte-Colombe à ses États. Le bourg de Sainte-Colombe devient ainsi une viguerie dépendant de la sénéchaussée de Lyon. Le roi l'entoure d'un rempart et fait construire une tour à l'entrée du pont : c'est la Tour des Valois.

### La vente duDauphiné de Viennoisà la France
Le dauphin Humbert II a senti le danger qui fait peser la présence du roi de France aux portes de Vienne. Aussi s'emploie-t-il à consolider ses droits sur la cité qu'il occupe même en 1338. Mais le traité qu'il impose à l'archevêque est, peu après, annulé par le pape. D'ailleurs pour Humbert II les difficultés commencent bientôt. Il n'a pas d'héritier et il est couvert de dettes. Après avoir emprunté et aliéné des portions de son domaine, il songe à vendre ses États. L'acte est conclu le 30 mars 1349, par le traité de Romans : Humbert II vend le Dauphiné de Viennois à Charles, fils du duc de Normandie, moyennant la somme de 200 000 florins, accompagnée d'une rente annuelle de 4 000 florins. La remise officielle a lieu le 16 juillet 1349 à Lyon. En même temps, Hubert II accorde à ses anciens sujets une charte de libertés de la principauté que ses successeurs devront respecter. C'est le statut delphinal.

### La fin de l'indépendance de Vienne

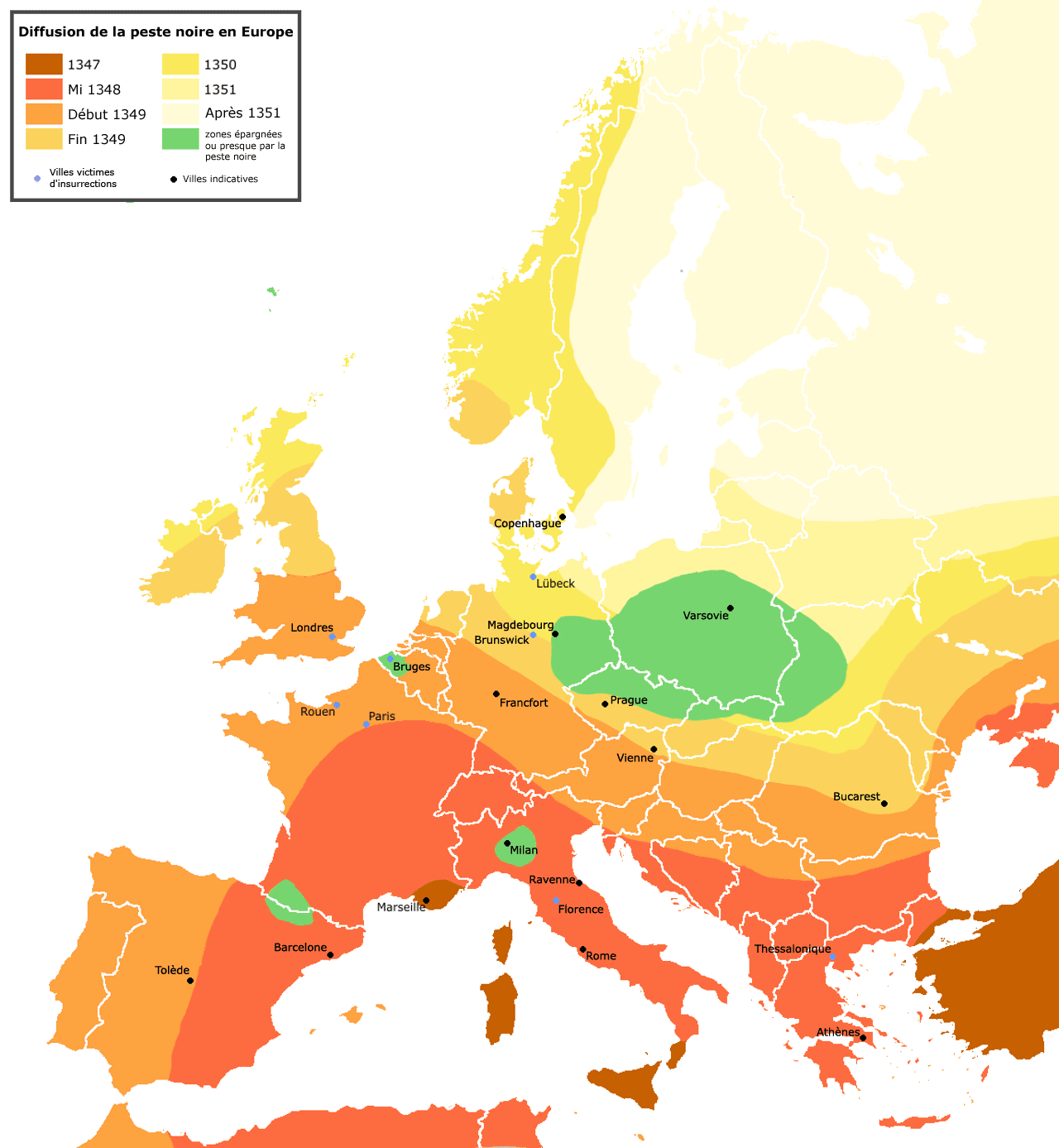
Carte de diffusion de la peste noire entre 1347 et 1351, Vienne se serait fait toucher par le fléau en 1348.

Malgré la cession du Dauphiné au futur roi de France, Vienne conserve son indépendance, sous la suzeraineté de l'empereur d'Allemagne. Mais elle est comme encerclée et le nouveau voisin est trop puissant pour elle, d'autant qu'il a les dents longues. On le vit bien quelques années plus tard, lorsque Charles V, agissant au titre de coseigneur de Vienne, obtient en 1378 de l'empereur — qui renonce à ses droits sur le Dauphiné — la garde de la citadelle de Pipet et du palais des Canaux. Sans en rester là, Charles V installe une garnison à Vienne. Ce coup de force n'est du goût, ni des habitants, ni de l'archevêque. À la fin du siècle, l'archevêque, avec l'appui du pape, obtient la restitution des deux forteresses. Vienne bénéficie alors d'un sursis car les rois de France ont d'autres soucis en tête. On est, en effet, en pleine guerre de Cent Ans et le Dauphiné n'est pas épargné. En 1426, deux partisans du duc de Bourgogne, Amédée VIII de Savoie (duc de Savoie) et Louis II de Chalon-Arlay (prince d'Orange) ont décidé de s'emparer du Dauphiné. En 1430, le prince d'Orange met sa menace à exécution. Le gouverneur du Dauphiné Raoul de Gaucourt obtient alors l'alliance de compagnies de Routiers et avec elles et la noblesse régionale, près de la forteresse bourguignonne d'Anthon, il écrase le prince d'Orange qui, selon la tradition, aurait été capturé et emprisonné à Vienne dans la tour qui ensuite porta son nom. Le Dauphiné était sauvé, mais sortait du conflit affaibli, car, en plus des ravages de la guerre, la peste s'était abattue sur lui. 1348, 1361, 1382, 1410, 1420, 1427 furent des années particulièrement sombres.
Bientôt apparaît un nouveau dauphin, Louis II, fils de Charles VII futur roi sous le nom de Louis XI. Pour la première fois depuis 1349, le dauphin passe neuf ans dans sa province, de 1447 à 1456. C'est un organisateur qui rénove les institutions delphinales. Plus de mille actes sont publiés pendant son séjour. C'est à ce moment-là aussi que Louis II met la main définitivement sur Vienne, en recourant non à la force, mais à la diplomatie. Ainsi, en 1448, il demande aux habitants, qui acceptent, de lui prêter hommage. Il reste à convaincre l'archevêque. Celui-ci, Jean de Poitiers, est âgé et faible. Aussi, en 1450, par le traité de Moras, il accepte de reconnaître le dauphin pour suzerain et de lui prêter serment de fidélité. Les consuls suivirent son exemple. Bien qu'il ait reçu quelques petites compensations territoriales, l'archevêque perdait, dans la pratique, son pouvoir temporel. La cité de l'archevêque devenait celle du roi.

## Époque moderne

### Conséquences de l'annexion française de Vienne
Pour Vienne, l'entrée dans le royaume de France eut des conséquences importantes. Bien que les anciens pouvoirs, ceux de l'archevêque et des consuls, restent en place, c'est désormais le roi de France qui commande. On le vit bien lorsque, dès 1450, furent supprimées la cour des comtes et la cour temporelle de l'archevêque, et remplacées par une seule cour présidée par un juge. Appel des sentences était reçu par le nouveau bailli de Viennois qui s'installa définitivement à Vienne en 1478. On le vit aussi en 1451 lorsque, en dépit des promesses faites trois ans plus tôt à la ville, celle-ci dut lever une taille de 2 000 florins votée par les États provinciaux du Dauphiné. Économiquement, Vienne souffre aussi de sa nouvelle situation. Elle a perdu les avantages de sa position frontalière. Désormais, et bien que Charles VIII lui ait concédé, en 1486, deux autres foires franches perpétuelles, en mars et en octobre, elle est éclipsée par sa voisine lyonnaise, dont le carrefour est beaucoup plus complet et qu'elle draine à elle tout le trafic, en particulier lors de ses foires que Louis XI lui a confirmées en 1467. Vienne est réduite à n'être qu'une ville de passage. Or, dans le même temps, l'axe rhodanien a perdu de son importance au profit de deux autres routes : une route terrestre par les Alpes et le Rhin et une route maritime de Gênes à Bruges. Et ce n'est l'installation d'imprimeurs bâlois, entre 1478 et 1483, ou la nomination par François Ier d'un « forgeur ordinaire des épées de Sa Majesté » qui sont susceptibles de redonner vigueur à l'économie viennoise.
Enfin, il n'est pas jusqu'au domaine religieux sur lequel s'exerce les conséquences de l'annexion française de Vienne. En moins d'un demi-siècle, de 1482 à 1527, quatre prélats italiens sont désignés par les rois de France au siège archiépiscopal de Vienne. Autant dire que les trois premiers n'avaient pas résidé plus d'un an dans leur diocèse. Aussi en 1527, les chanoines de Saint-Pierre élisent « leur » archevêque, en la personne de Pierre Palmier, originaire du diocèse de Meaux. Il n'y eut aucun conflit, car l'archevêque italien eut la « bonne idée » de mourir et François Ier confirma l'élection de Pierre Palmier qui régna jusqu'en 1556. Toutes ces péripéties n'étaient pas faites pour redonner un éclat au siège archiépiscopal déjà bien diminué depuis l'entrée dans le royaume de France. La perte de l'indépendance marquait inexorablement le déclin de la cité.

### La Réforme

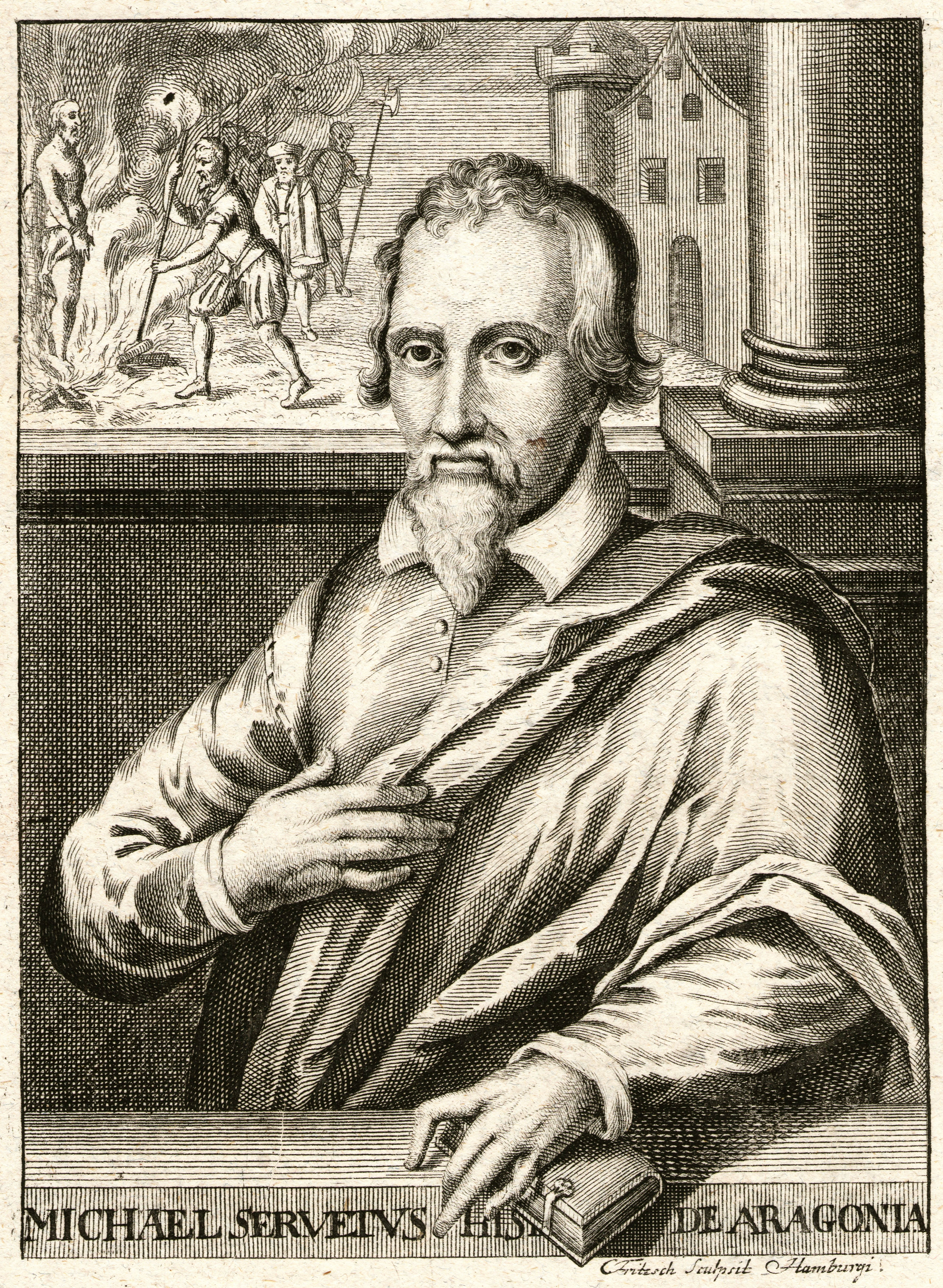
Portrait de Michel Servet.

Le XVIe siècle est, en France, le siècle de la Réforme. Il faut reconnaître que le concordat de Bologne de 1516 qui remet au roi la nomination des évêques et des abbés a encore aggravé le relâchement des mœurs dans l'Église. Aussi les idées de Luther trouvent-elles un écho favorable chez le français Jean Calvin qui, réfugié à Genève en 1536, prêche la Réforme.
En Dauphiné, les poursuites se sont déjà engagées contre les adeptes de la nouvelle foi. En 1528, un cordelier est condamné à Vienne et emprisonné. Treize ans plus tard, c'est un médecin d'origine espagnole, Michel Servet, qui est condamné comme hérétique en 1541 à la suite de démêlés avec ses confrères de la faculté de Paris. Servet y exerça la médecine sous le nom de Villeneuve, tout en travaillant son ouvrage sur la Restitution du Christianisme. Paru à Vienne en 1533, ce livre, ainsi que des correspondances dénoncées par Calvin, lui valut d'être inculpé d'hérésie et emprisonné. Peu après, il s'évada avec la complicité de l'archevêque Palmier. Son procès fut cependant poursuivi et l'hérétique condamné à être brûlé en effigie sur une des places de la ville. Entre-temps, Michel Servet s'était réfugié à Genève où il croyait que ses idées seraient prises en considération. Hélas pour lui, il n'en fut rien. Calvin se montra intraitable. Il le fit juger et condamner au bûcher, la même année.

### Guerres de Religion

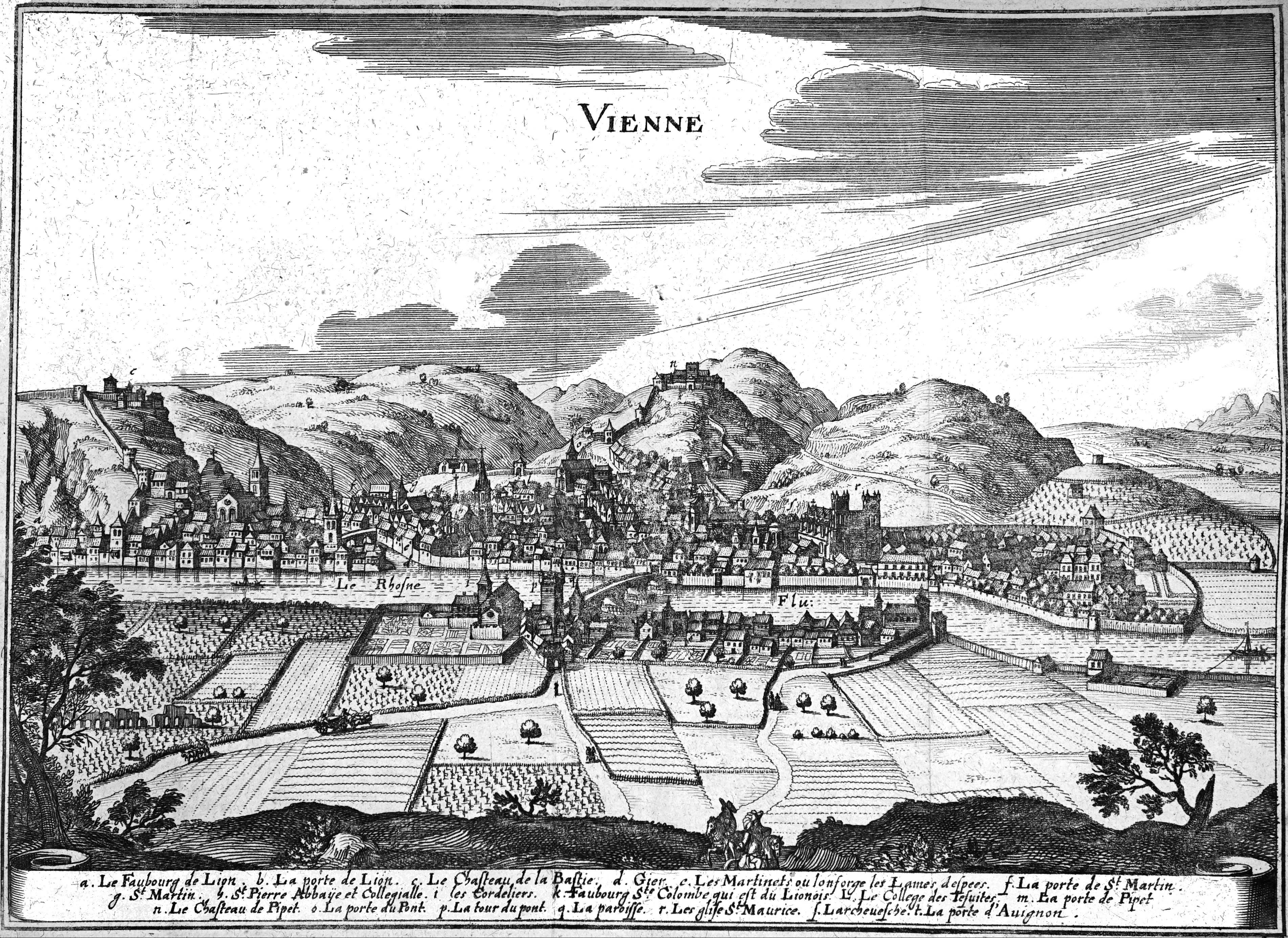
Les martinets ou l'on forge les lames d'épées

Elles vont ensanglanter la France à partir de 1561 et jusqu'à la fin du siècle. La vallée du Rhône et le Dauphiné ne sont pas épargnés. Dans la nuit du 19 au 20 mars 1531, des huguenots abattent la statue dorée de saint Maurice qui décorait le portail central de la cathédrale de Vienne, ils sont condamnés à mort et exécutés. L'année suivante, sous les ordres du baron des Adrets, les huguenots occupent Vienne et se livrent à un certain nombre de déprédations sur les édifices religieux des deux rives du Rhône. La plupart de ceux-ci sont touchés et en particulier la cathédrale Saint-Maurice dont beaucoup de statues des portails sont mutilées. Dès le 6 septembre 1562, les troupes catholiques commandées par de Maugiron reprennent la ville.
L'édit d'Amboise du 19 mars 1563 qui accorde aux huguenots la liberté de culte dans certaines villes pacifie la ville et Vienne accueille, en 1564, le roi de France Charles IX qui se rendait à Roussillon. Les troubles reprennent en 1567. De nouveau, Vienne est occupée par les huguenots (dirigés par Paulon de Mauvans et le cardinal-archevêque d’Aix, Jean de Saint-Chamond, qui s’est converti au protestantisme.) qui se livrent aux mêmes excès iconoclastes que la première fois : palais de l'archevêché, églises, couvents, maisons sont pillés. Saint-Maurice et le couvent des Cordeliers sont incendiés, l'église Saint-Pierre entres juifs est détruite. Au bout d'un mois, la ville est reprise par les troupes du duc de Nevers. Cependant durant la période de La Saint-Barthélemy Vienne fut épargnée, Il n'y eut aucune victime. Mais l'année suivante, le juge Jacques Gabet, qui avec des complices avaient ouvert les portes de la ville aux huguenots, fut exécuté.
Ce n'est qu'après la mort d'Henri II, en 1589, que Vienne est occupée par les ligueurs (catholiques) dont les chefs, en Dauphiné, sont le duc de Nemours qui prit sa résidence à Vienne, le marquis de Saint-Sorlin et le comte de Maugiron. Et pourtant, alors que toutes les villes de la province se soumettent les unes après les autres au pouvoir du nouveau roi Henri IV, Vienne résiste encore durant cinq années, puis son gouverneur Disimieu se soumet au connétable de Montmorency le 22 avril 1595.

### Les difficultés duXVIIesiècle
Ce n'est qu'au XVIIe siècle que Vienne perd sa prééminence en Dauphiné au profit de Grenoble. Louis XIII en 1638 accorde à Vienne la création d'une Cour des Aides. En application de l'ordonnance de Richelieu, est effectuée la destruction des citadelles de La Bâtie et de celle de Pipet. En 1651 ou 1652, le pont de pierre maintes fois réparé est définitivement détruit par une crue. Aux dévastations causées régulièrement par les crues de la Gère, s'ajoutent, à la fin du siècle, les crises de mortalité dues aux épidémies et la famine en 1694, 1699, 1709-1710, et le perpétuel passage des troupes militaires que les habitants doivent loger et nourrir. Cette charge pèse si lourd sur les habitants que certains d'entre eux abandonnent maisons et ateliers et émigrent, à Lyon et à Saint-Étienne en 1705. À la fin du règne de Louis XIV, la population de Vienne n'est plus que de 7 500 habitants.
le XVIIe siècle voit l'installation à Vienne de nombreux ordres religieux, depuis les capucins en 1600 et les jésuites en 1604, auxquels Henri IV accorde l'ouverture d'un collège, jusqu'aux sœurs de Saint-Joseph à la fin du siècle. De plus, les religieux demeure une charge pour les consuls, car ils ne sont pas assujetti aux impôts communs. Même s'ils ont perdu tout pouvoir temporel, les archevêques de Vienne apparaissent comme des personnalités dominantes de la cité. Tous sont de haute noblesse ce qui aura pour effet de préparer les esprits des Viennois à adhérer aux idées de la révolution. Pendant cette même période, la réforme catholique s'implante à Vienne sous l'impulsion des cinq archevêques successifs de la famille de Villars, avec l'assentiment des consuls.

### Le renouveau ausiècle des lumières

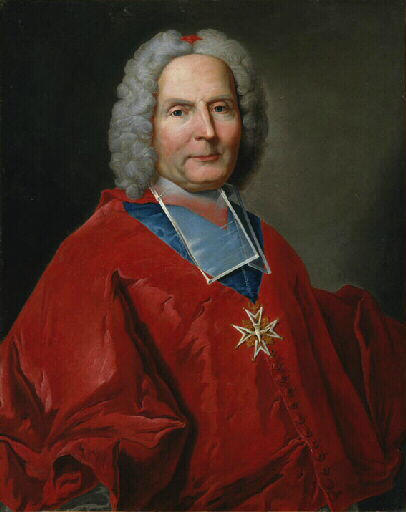
Portrait du cardinal de La Tour d'Auvergne
Anonyme, d'après Hyacinthe Rigaud, XVIIIe siècle, musée des beaux-arts de Dijon.

Heureusement, le renouveau urbain s'amorce bientôt. Les causes en sont variées. D'abord, avec la fin des guerres, la charge militaire diminue. Ensuite, l'industrie drapière fait son apparition. En 1727, est créée la première fabrique qui, dès le début, emploie 400 ouvriers. La croissance de l'entreprise est rapide. En 1765, alors qu'elle a obtenu, deux ans plus tôt, le titre de Manufacture royale, la fabrique des sieurs Charvet, installée près de l'église Saint-Martin et qui a essaimé à Saint-Jean-de-Bournay et à la Côte-Saint-André, occupe 1 750 ouvriers. Dans le même quartier, le long de la Gère, François de Blumenstein crée en 1726 un atelier de traitement de minerai local (plomb et argent) — la « fonderie d'argent » — avec la concession de la Province. Enfin la vallée du Rhône s'affirme comme une grande voie commerciale : ainsi, en 20 ans, de 1739 à 1759, le nombre des véhicules hippomobiles qui traversent Vienne chaque année croît de 1 628 à 7 378. Cet essor économique va très vite imposer une rénovation urbaine d'une ampleur sans précédent, liée essentiellement à l'amélioration des conditions de circulation à travers la cité. Trois grandes séries de travaux furent ainsi entreprises dans le seconde moitié du XVIIIe siècle : endiguement de la Gère, construction du premier tronçon du quai du Rhône (futur Quai Pajot), rénovation du centre ville. De 1755 à 1759, l'effort des consuls se porte sur la Gère dont les fréquentes inondations rendaient impraticable le chemin qui la longe. Or celui-ci constitue une artère vitale pour Vienne. La majeure partie de son approvisionnement l'emprunte, de même que le bois que l'on tire des forêts viennoises. En plus, la rivière aliment de nombreux moulins qui animent l'artisanat local. C'est ainsi qu'est construit un quai pour endiguer les flots torrentueux.
Quelques années plus tard fut commencée la construction du premier quai le long du Rhône. Le projet était ambitieux. Il s'agissait de réaliser un quai sur toute la longueur de la ville, qui permettrait aux bateaux d'accoster et servirait aussi de support à la route conduisant de Lyon à la Méditerranée. Une telle réalisation avait pour conséquence de couper les riverains du fleuve et de les priver de leur alimentation en eau. Pour pallier cet inconvénient, parallèlement à ces travaux de nombreuses fontaines sont construites un peu partout dans la ville, dont quelques-unes subsistent encore (places du Jeu de Paume, de l'Hôtel-de-Ville et Jouvenet). La première tranche de travaux, la seule finalement réalisée, voit la construction d'un quai large de 30 pieds (environ 10 mètres) des portes de Lyon jusqu'à la Gère qui est franchie par un nouveau pont, le « Pont Neuf » (ou « Pont de la Demi-Lune ») en 1780. Au sud de la Gère, le quai n'est pas construit ; à sa place, les consuls réalisent à partir de 1773 un plan d'alignement qui obéit à des soucis esthétiques indéniables (malheureusement, il nous a privés d'un grand nombre de façades d'immeubles), mais qui facilite aussi la circulation à travers le vieux centre urbain que personne ne désire priver de son rôle économique au profit d'une nouvelle artère le long du Rhône. Le plan prévoit ainsi de porter à 18 pieds (environ 6 mètres) la largeur des rues principales, ce qui est fait pour la rue Marchande. Dans le même temps, les rues reçoivent leur premier éclairage.
Incontestablement, au XVIIIe siècle Vienne se donne un nouveau visage. L'enrichissement économique, générateur dans le même temps d'une croissance démographique, est le principal support de ces transformations. La bourgeoisie commerçante peut faire construire de nouveaux immeubles qui, aujourd'hui encore, avec ceux du XVIe siècle, dominent par leur nombre dans le centre urbain.
Parallèlement à cet essor économique, dans la vie religieuse à Vienne on peut citer Armand de Montmorin, homme charitable et rigide, qui souffre beaucoup lorsque son subordonné, l'évêque de Grenoble Étienne Le Camus, est nommé cardinal ; le cardinal de Henri Oswald de La Tour d'Auvergne et Jean-Georges Lefranc de Pompignan qui, en 1789, devient président de l'Assemblée nationale à Versailles avant d'être nommé ministre par Louis XVI. Pourtant, la vie monastique s'essouffle. Vienne possède encore le nombre considérable de 13 abbayes ou couvents, d'hommes ou de femmes, dont les deux plus célèbres sont les abbayes de Saint-Pierre et de Saint-André-le-Bas. Tous souffrent d'une crise de recrutement. L'Église vit ainsi ses dernières heures de profit. La vie intellectuelle et artistique n'est pas absente de Vienne ; après la suppression des jésuites, un collège est créé en 1766. Quelques années après, un professeur de dessin, Pierre Schneyder, dessine les plans du théâtre municipal, construit à partir de 1782, constituant la première collection d'antiques qui forme le noyau originel du musée lapidaire. Les écrivains viennois s'intéressent au passé de leur ville ; c'est l'époque des Nicolas Chorier (1612-1692), Charvet et Maupertuy.

## Époque contemporaine

### LaRévolution française

Carte des départements dauphinois actuels. En 1790, la partie rhodanienne de la province était en Isère.

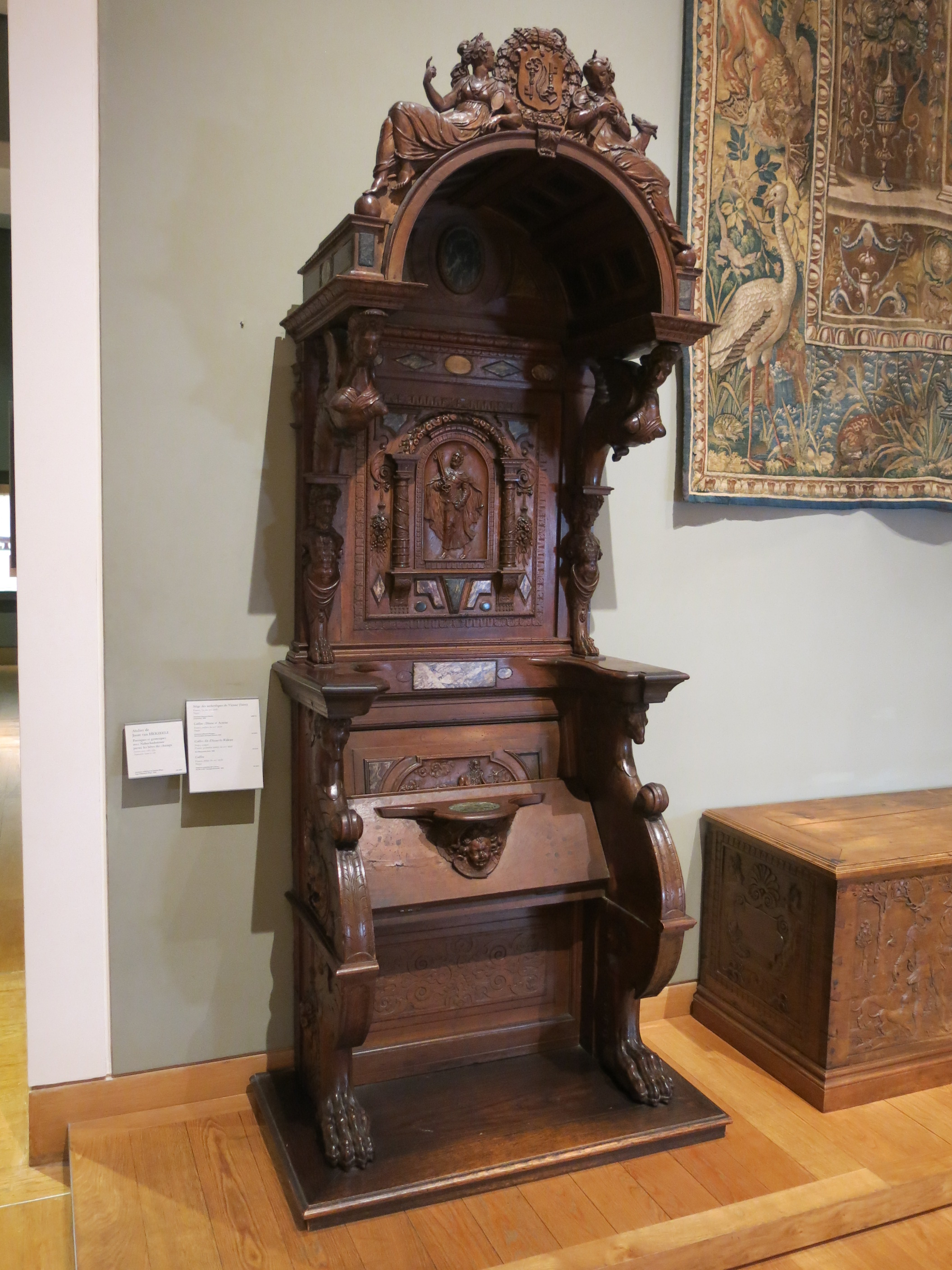
Siège des archevêques de Vienne (Louvre)

Les événements révolutionnaires ne provoquent pas de troubles graves à Vienne, qui prend le nom de Vienne-la-Patriote. Mais les décisions prises par l'Assemblée constituante où la ville est représentée par Jean-Baptiste-Charles Chabroud ne lui sont pas favorables.
C'est d'abord la fermeture des couvents et des églises, vendus ensuite comme biens nationaux. La cathédrale Saint-Maurice, transformée en salle de réunion puis en magasin à vivres, est rendue au culte en 1804 ; l'église Notre-Dame-de-la-Vie (actuel Temple d'Auguste et de Livie) devient temple de la Raison. Mais la plupart des établissements religieux ne se relèvent pas de cette décision et beaucoup sont démolis. Après avoir interdit les ordres religieux, la Constituante réduit le nombre des évêchés. L'archevêché de Vienne est ainsi supprimé et l'ancien diocèse de Vienne rattaché à celui de Grenoble, malgré le rôle actif de l'avant-dernier archevêque Lefranc de Pompignan. Le 15 novembre 1790, le dernier successeur des princes-archevêques du Moyen Âge, Charles François d'Aviau du Bois de Sanzay est contraint à l'exil. Peu après, le palais archiépiscopal et les cloîtres de la cathédrale sont détruits.
La dépendance de Vienne à l'égard de Grenoble a déjà été renforcée lors de la création des départements. Les Viennois ont longtemps espéré, soit posséder leur propre département, soit être rattachés à Lyon. La pire solution leur paraît être le rattachement à Grenoble. C'est pour expliquer leur position que le Conseil général de la commune adresse un mémoire à l'Assemblée Constituante le 24 novembre 1789. Peine perdue : l'ancienne province du Dauphiné est partagée en trois départements : la Drôme, les Hautes-Alpes et l'Isère, avec Vienne (d'abord chef-lieu de district, puis sous-préfecture), dont le chef-lieu est Grenoble.

### L'âge d'or de l'industrie textile
Au début du XIXe siècle l'industrie textile née au siècle précédent prend son essor, grâce essentiellement au perfectionnement des techniques (machines à carder, tondeuse à lames hélicoïdales, métier Jacquard). D'abord installés sur les rives de Gère pour utiliser la force motrice des eaux, les ateliers se répandent dans d'autres quartiers de la ville à partir de 1837, avec l'apparition de la première machine à vapeur. Au XIXe siècle, l'industrie textile progresse énormément. En 1840, elle emploie 6 000 ouvriers et produit 40 000 pièces tissées par an. Vingt ans plus tard, il y a 8 000 ouvriers et 130 000 pièces tissées. Peu à peu, les fabricants se spécialisent : tissus unis, imprimés, nouveautés. Évidemment, des crises freinent cet essor après 1870, entre 1921 et 1930. La première grève éclate en 1868 ; d'autres suivent, une douzaine entre 1880 et 1990. La modernisation ne va pas sans heurts. En 1819, des protestations ouvrières ont lieu contre le projet d'introduction de machines à tondre les toiles, pour diminuer la main-d'œuvre nécessaire, sans succès. L'échec de ces revendications luddites conduit les ouvriers à attaquer le convoi qui transporte les machines de Lyon à Vienne, ce qui provoque l'intervention de l'armée et des arrestations, puis des procès, où les ouvriers sont acquittés.
L'industrie emploie après la Première Guerre mondiale une forte communauté arménienne ayant fui le génocide perpétré par les Turcs, regroupée autour de la rue Lafayette et du Kemp à Estressin, puis des ouvriers issus des immigrations italienne, espagnole, portugaise, maghrébine et turque. Cependant la décadence commence dans l'entre-deux-guerres. En 1938 - après la crise économique des années 1930, l'industrie textile n'emploie plus que 5 000 ouvriers. Après un regain d'activité qui suit la Seconde Guerre mondiale, le déclin continue, jusqu'à la fermeture du dernier tissage en 1987 et de la dernière filature en 1995.

### L'urbanisme auXIXesiècle
Les grands travaux d'urbanisme entrepris au siècle précédent sont poursuivis après la Révolution. D'ailleurs, dans les années qui suivirent, on profite de celle-ci pour détruire le palais archiépiscopal qui occupe un très vaste espace au centre-ville, à l'est de la cathédrale Saint-Maurice. Sur les terrains ainsi libérés s'élèvent des immeubles et au centre de la place Romestang (aujourd'hui place de Miremont) on construit en 1823 une nouvelle halle (l'ancienne halle se trouvait sur la place du Pilori), dont l'usage change à la fin du siècle : le rez-de-chaussée sert alors de salle des fêtes et le premier étage de bibliothèque et de musée.
L'année précédente, on a remis en état les aqueducs romains qui alimentent de nouveau Vienne en eau à partir de la zone de captage de Gémens, jusqu'en 1965. Puis, après deux siècles d'interruption, on construit un nouveau pont sur le Rhône entre Vienne et Sainte-Colombe (l'actuelle Passerelle) ; on achève le quai du Rhône, au sud de la Gère, dans le prolongement de celui qui avait été construit au nord, au XVIIIe siècle ; les rues reçoivent l'éclairage au gaz ; le chemin de fer arrive en 1854, ce qui nécessita la construction d'une gare. Enfin, un certain nombre de rues furent percées, dont la plus importante était la rue Victor-Hugo qui, coupant en oblique l'ancien réseau, unit la gare au chemin des aqueducs et donne accès au plateau du Bas-Dauphiné.
On se soucie aussi de l'ancien temple romain, transformé en musée-bibliothèque après la Révolution. À l'initiative de Prosper Mérimée, inspecteur général des Monuments Historiques, les travaux de restauration sont entrepris en 1852. Des trois projets présentés, on choisit celui qui vise à rendre au temple son aspect primitif. Vingt ans plus tard, les travaux sont terminés et le temple dégagé des maisons qui l'environnent.
La production industrielle, centrée autour du travail de la laine, se développe au cours du XIXe siècle. De nombreuses entreprises sont créées, en particulier dans la vallée de la Gère, mais aussi à Estressin (Établissement Pascal-Valluit) et au sud de la ville. La population ouvrière joue alors un rôle actif dans la vie politique et l'on voit se développer des œuvres sociales destinées à améliorer les conditions de vie des familles d'ouvriers : Mutualité maternelle, colonies de vacances, caisse d'allocations familiales, jardins ouvriers.

### Vienne aujourd'hui
Depuis le XXe siècle, de nombreuses réalisations sont effectuées. Les premiers efforts portent sur l'amélioration des voies de communication. Dès 1938, est entreprise la construction d'un pont de pierre au-dessus du Rhône, destiné à suppléer le pont suspendu situé un peu plus en aval. Cependant, les Allemands le font sauter à la fin de l'occupation alors qu'il vient juste d'être terminé et il faut attendre 1949 pour l'ouvrir définitivement à la circulation. On en profite, peu après, pour aménager le carrefour nouvellement créé (actuelle place Saint-Louis) en couvrant le lit de la Gère à l'endroit de sa confuence avec le Rhône. En 1957, commencent les travaux de l'autoroute de Soleil dans la traversée de Vienne, d'abord le tronçon septentrional qui empiète sur les berges du Rhône. En 1966, l'autoroute traverse la ville du nord au sud, mais on a dû maintenir des feux de croisement avec les autres axes de la cité, ce qui, au moment des vacances, provoque d'importants encombrements de circulation. Cette situation devient très vite intenable et rend bientôt indispensable la réalisation de la déviation de l'autoroute sur la rive droite du Rhône, effective depuis 1975. La dernière étape est l'aménagement de la liaison avec Grenoble ; pendant longtemps, celle-ci s'est effectuée dans de mauvaises conditions, par l'ancienne route nationale 502 qui suit le cours de la Gère. Profitant de la rénovation du vieux quartier de Cuvière, une nouvelle route est percée, qui rejoint le chemin des Aqueducs. Désormais, l'accès au plateau dauphinois s'en trouve grandement facilité.
Si à l'origine, le site de Vienne a incontestablement attiré les hommes par les avantages qu'il leur offre — sécurité des collines, facilité des relations commerciales —, plus près de nous il s'est révélé très contraignant, en raison du manque d'espaces disponibles facilement accessibles (les collines sont très mal desservies). Tout ayant été construit dans la parie centrale du site, il faut aller chercher plus loin. Dans un premier temps, l'habitat moderne s'est étendu le long du Rhône, tant au nord qu'au sud. Puis des opérations plus éloignées du centre ont été lancées à l'est de Vienne, en particulier sur le plateau de Malissol où s'est développé, à proximité de l'ancien château et au milieu de la verdure, un nouveau quartier très moderne. Parallèlement à cette phase qui a vu la superficie construite augmenter, les efforts se sont portés sur le centre ancien de la ville destiné à être revitalisé : rénovation des vieux quartiers industriels de Cuvière et de Saint-Martin (démolition des immeubles vétustes et construction d'édifices neufs) et réhabilitation d'un certain nombre de maisons anciennes par l'introduction d'éléments de confort et d'esthétisme (maisons du front de Gère) ; rénovation des maisons et immeubles dans le quartier des Portes de Lyon et du centre-ville.
Vienne est devenu également une étape importante pour les gastronomes avec son célèbre restaurant étoilé « la Pyramide ». De plus, les coteaux faisant face à Vienne, idéalement ensoleillés, perpétuent la réputation viticole de la ville. Les côtes-rôties et les condrieux d'aujourd'hui, et plus récemment le vignoble des coteaux de Seyssuel, prennent la suite des vins de l'Antiquité, dont le poissé viennois, encensés par Pline l'Ancien et par Martial, bien qu'ils n'aient vraisemblablement aucun point commun du point de vue gustatif.
Depuis 1960, Vienne n'est plus seule pour conduire l'ensemble de ses actions. À cette époque, a été créé un district qui groupait sept communes, trois dans le département du Rhône : Saint-Romain-en-Gal, Sainte-Colombe et Saint-Cyr-sur-le-Rhône et quatre dans le département de l'Isère : Vienne, Seyssuel, Pont-Évêque et Reventin-Vaugris. Plusieurs grands équipements ont été réalisés par les communes du district : un stade nautique et un lycée à Saint-Romain-en-Gal, des zones industrielles et, plus récemment, le musée archéologique de Saint-Romain-en-Gal-Vienne. En 2002, le district s'est étoffé en une communauté d'agglomération du pays viennois qui regroupe désormais 18 communes et rassemble 68 000 habitants autour de problèmes de déplacements, d'environnement ou encore d'économie et de voirie.
Pourtant, malgré ses efforts, Vienne marque le pas (sa population stagne, depuis de nombreuses décennies, autour de 30 000 habitants). L'arrondissement dont elle est le chef-lieu a, en 1967, pour la seconde fois en peu plus d'un siècle, été amputé de 27 communes rattachées au département du Rhône, sans compensations en faveur de Vienne. Aujourd'hui, après la disparition de l'industrie drapière, la ville a beaucoup de mal à progresser. Elle tente, avec un certain succès, sur les trois zones industrielles Viennoises et dans les trois parcs d'activités de Saint-Germain, de Garigliano et de Malissol, de diversifier ses activités industrielles et de service, en favorisant l'installation de nouvelles entreprises (matériel médical, polystyrène, assurances...). Elle s'attache aussi à mettre en valeur son patrimoine architectural et muséographique (redynamisé par l'ouverture du musée archéologique de Saint-Romain-en-Gal) : création, en 1995, d'un musée de la draperie, reflet du passé industriel Viennois ; réactualisation des collections protohistoriques au musée des Beaux-Arts et d'Archéologie ; construction d'un bâtiment d'accueil au théâtre antique ; mise en place d'une nouvelle signalétique pour les monuments Viennois ; ouverture en 1997, d'un lieu de présentation du patrimoine, place du Jeu-de-Paume ; agrandissement du Centre de restauration et d'études archéologiques municipal Gabriel Chapotat spécialisé dans la restauration des verres, des métaux et de la céramique et dont la renommée est devenue internationale ; signature de conventions « Plan Patrimoine » avec l'État et les collectivités territoriales ; ouverture, en 2014, d'un centre d'art contemporain, dans l'ancienne Halle des bouchers. Le symbole de ce renouveau culturel, on peut sans aucun doute le trouver dans le festival de jazz « Jazz à Vienne », créé en 1981 et qui se tient fin juin-début juillet chaque année. Ainsi Vienne tente tant bien que mal d'assumer la grandeur de son passé historique, même si elle a été inscrite, depuis quelques années, au réseau national des Villes et Pays d'art et d'histoire.